# Winter-Paralympics 2002/Medaillenspiegel
Diese Tabelle zeigt den Medaillenspiegel der 8. Winter-Paralympics, die 2002 in Salt Lake City stattfanden. Die Platzierungen sind nach der Anzahl der gewonnenen Goldmedaillen sortiert, gefolgt von der Anzahl der Silber- und Bronzemedaillen (lexikographische Ordnung). Weisen zwei oder mehr Länder eine identische Medaillenbilanz auf, werden sie alphabetisch geordnet auf dem gleichen Rang geführt.
| Medaillenspiegel | Medaillenspiegel   | Medaillenspiegel | Medaillenspiegel | Medaillenspiegel | Medaillenspiegel |
| Platz            | Land               | Goldmedaille     | Silbermedaille   | Bronzemedaille   | Gesamt           |
| ---------------- | ------------------ | ---------------- | ---------------- | ---------------- | ---------------- |
| 1                | Deutschland        | 17               | 1                | 15               | 33               |
| 2                | Vereinigte Staaten | 10               | 22               | 11               | 43               |
| 3                | Norwegen           | 10               | 3                | 6                | 19               |
| 4                | Österreich         | 9                | 10               | 10               | 29               |
| 5                | Russland           | 7                | 9                | 5                | 21               |
| 6                | Kanada             | 6                | 4                | 5                | 15               |
| 7                | Schweiz            | 6                | 4                | 2                | 12               |
| 8                | Australien         | 6                | 1                | –                | 7                |
| 9                | Finnland           | 4                | 1                | 3                | 8                |
| 10               | Neuseeland         | 4                | –                | 2                | 6                |
| 11               | Italien            | 3                | 3                | 3                | 9                |
| 12               | Spanien            | 3                | 2                | 2                | 7                |
| 13               | Frankreich         | 2                | 11               | 6                | 19               |
| 14               | Tschechien         | 2                | 1                | 2                | 5                |
| 15               | Niederlande        | 1                | 3                | –                | 4                |
| 16               | Belarus            | 1                | 1                | –                | 2                |
| 17               | Polen              | 1                | –                | 2                | 3                |
| 18               | Ukraine            | –                | 6                | 6                | 12               |
| 19               | Schweden           | –                | 6                | 3                | 9                |
| 20               | Slowakei           | –                | 3                | 6                | 9                |
| 21               | Korea              | –                | 1                | –                | 1                |
| 22               | Japan              | –                | –                | 3                | 3                |
| Gesamt           | Gesamt             | 92               | 92               | 92               | 276              |